# Spathiphyllum lechlerianum
Spathiphyllum lechlerianum Schott – gatunek wieloletnich, wiecznie zielonych roślin zielnych z rodzaju skrzydłokwiat, z rodziny obrazkowatych, występujący w Kolumbii i Peru, zasiedlający równikowe lasy deszczowe.